# Сибирский бурый медведь
Сибирский бурый медведь (лат. Ursus arctos collaris) — подвид бурых медведей, обитающий на большей части Сибири к востоку от Енисея (кроме области обитания камчатского и амурского подвидов). Обитает также на крайнем севере Синьцзяна (Китай) и на самой границе Восточного Казахстана.

## Внешние признаки
Сибирские бурые медведи по размерам превосходят европейских бурых медведей, но уступают по размерам дальневосточным подвидам, таким как камчатский и уссурийский бурые медведи. Однако, крупные особи сибирских медведей могут достигать размеров, характерных для дальневосточных подвидов. Максимальная масса составляет около 350 кг. Их черепа крупнее черепов европейских бурых медведей, но меньше черепов камчатских бурых медведей. Взрослые самцы имеют черепа длиной 32,6-43,1 см и шириной 19,3–25,2 см в области скуловых дуг.
Сибирский бурый медведь располагает типичным для бурых медведей телосложением с компактным и мускулистым туловищем, длинными и сильными конечностями и массивной головой. У них длинная, густая и мягкая шерсть. Цвет шерсти обычно темно-коричневый, ноги заметно темнее, но в целом окраска варьирует от светлой палево-коричневой до темно-коричневой, а у некоторых животных в окраске заметны желтоватый, коричневый или чёрный тона. По сравнению с европейским бурым медведем, среди сибирских бурых медведей как правило преобладают особи более темной окраски. Когти — от коричневых до черновато-коричневых, сильно загнутые, длиной до 85 мм. Бурые медведи, обитающие в бассейнах рек Колымы и Анадыря, которые в настоящее время включаются в этот подвид, сходны с арктическим гризли Северной Америки.

## Поведение
Образ жизни сибирских бурых медведей в целом соответствует образу жизни других бурых медведей. Они живут поодиночке, во время холодных месяцев впадают в зимнюю спячку. Сибирский бурый медведь является всеядным животным и может питаться как травами, ягодами и корешками, так и мясом и падалью. Важную роль в их питании играет рыба. Во время нерестовых миграций лосося летом и осенью десятки сибирских бурых медведей собираются в мелководных реках, чтобы доставать рыбу из воды или ловить её в воздухе, когда та выпрыгивает, преодолевая пороги.
Размножение сибирских бурых медведей также напоминает поведение других бурых медведей. Спаривание проходит, как правило, в июне или июле, однако оплодотворённая яйцеклетка начинает развиваться лишь в ноябре. Во время зимней спячки в январе или феврале на свет появляются от одного до трёх детёнышей. Молодняк остаётся при матери вплоть до трёхлетнего возраста.

## Распространение
В России заселяет большую часть Восточной Сибири от Енисея до Забайкалья, Станового хребта, бассейна Лены и Колымы и Якутию, кроме области распространения камчатского и амурского подвидов. Обитает также в Северной Монголии, на севере Синьцзяна в Китае и на самой границе Восточного Казахстана.